# Barbiano (comune)
Barbiano (in tedesco Barbian, in ladino Perbian) è un comune italiano di 1 765 abitanti della provincia autonoma di Bolzano in Trentino-Alto Adige.

## Geografia fisica
Il paese si trova a 836 m s.l.m., ma il territorio comunale si estende dai 480 m, in corrispondenza del fiume Isarco, fino al corno del Renon, a 2.260 m s.l.m.

## Origini del nome
Il toponimo è attestato per la prima volta tra il 994 e il 1005 come "Parpian" e tra il 1050 e il 1060 come "Berbian" e deriva dal nome di persona latino Barbius.
Saubach è attestato nel 1240-1250 come Suopach e Soubach e nel 1359 come Saubach e deriva dall'alto tedesco medio *sûrbach ("rio malefico"). Esiste anche la forma parallela St. Ingenuin che si rifà al patrono della chiesa vescovile di Bressanone, Ingenuino di Sabiona.

## Storia
Quando la località sia stata fondata non è noto, ma da reperti archeologici si è stabilito che ancor prima dei Romani, dei gruppi di popolazione stabile siano stati attratti dalla zona di Barbiano, tanto da stabilirvisi e formare così insediamenti umani permanenti.
La prima menzione del paese in un documento storico risale all'anno 855 d.C., con cui il monastero benedettino di Frisinga, costituito dall'Abbazia di Weihenstephan, attesta di avere proprietà terriere a Barbiano, che erano in suo possesso da trent'anni.
Il termine di Barbiano deriva con alta probabilità da "Barbius", un possidente terriero dell'impero romano, il cui dato storico indica comunque una precoce colonizzazione del paese, poiché i vari scavi archeologici eseguiti sul territorio comunale rivelano che molto prima dei Romani, che va dal 15 a.C. al 476 d.C., la gente si muoveva attraverso la zona di Barbiano, trovandola di proprio gradimento tanto da stabilirvisi definitivamente.
Da tempo immemorabile Barbiano ha formato un'unità politica ed ecclesiastica con il vicino comune di Villandro.

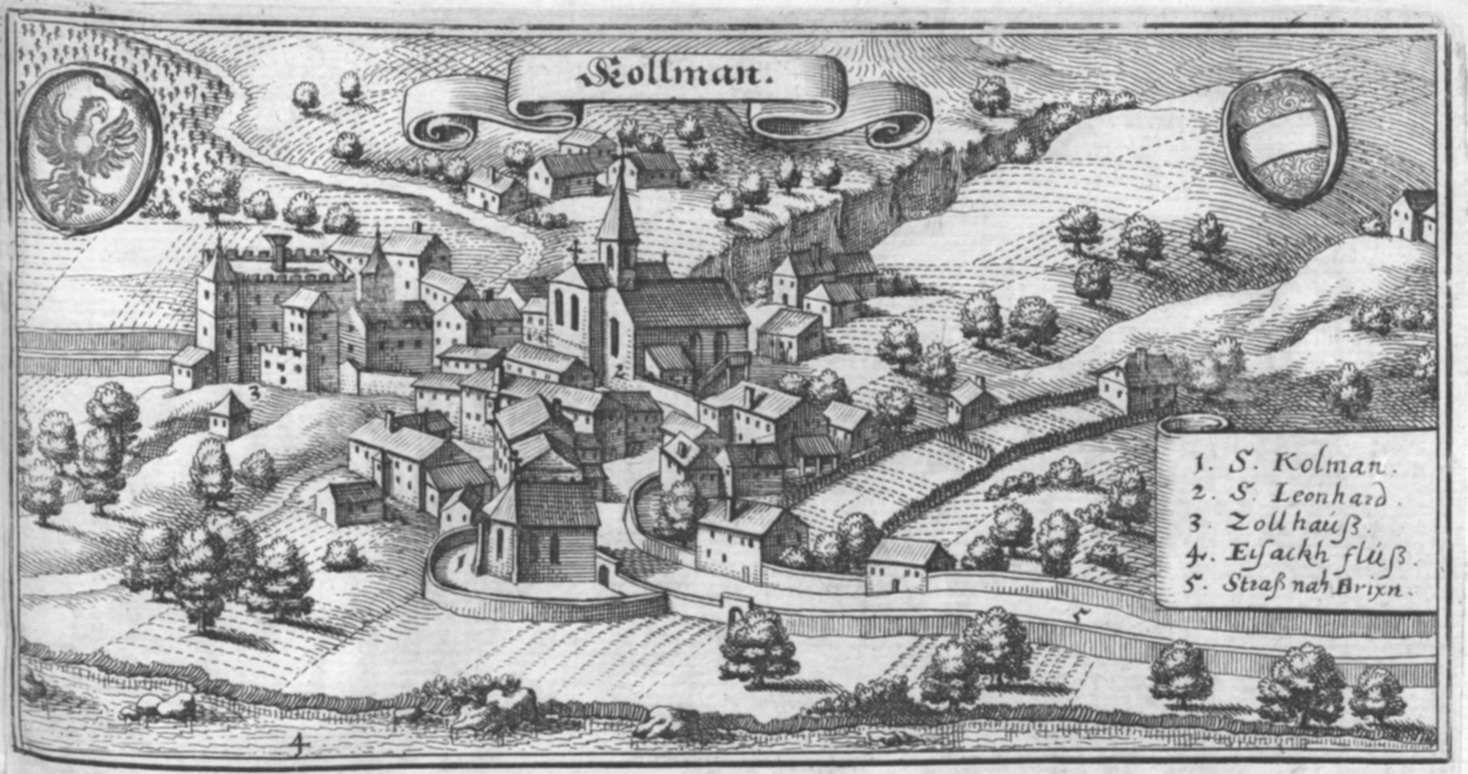
Colma (Kollman) nella Topographia di M. Merian, 1649 (1679)

Già nel XIV secolo, si era sviluppata all'interno del ducato di Bolzano, l'autonomia giudiziaria di Villandro, per cui l'attuale territorio comunale di Barbiano con Margrè San Giacomo, Santa Geltrude e Sant'Ingenuino, venne indicato come "la Corte bassa od inferiore" e costituiva geograficamente la cosiddetta parte superiore del tribunale di Villandro.
Nel 1810, sotto l'occupazione bavarese, Barbiano era un comune autonomo, cioè separato politicamente ed amministrativamente da Villandro.
Nel 1903, la curazia ch'era esistente dal 1682, fu elevata a parrocchia e così il villaggio ebbe quindi anche un'autonomia ecclesiastica.
Nel mese di ottobre del 1925, tre anni dopo la presa del potere da parte del fascismo, i comuni di Barbiano, Ponte Gardena, Villandro e Laion vennero fusi insieme per formare un consorzio sovracomunale, e la sede del governo locale fu stabilita a Ponte Gardena, e solo nel 1958 la sede comunale è stata spostata di nuovo a Barbiano.

### Inondazione di Colma del 1891
Nella notte fra il 17 e il 18 agosto 1891 la frazione di Colma è stata teatro di una esondazione disastrosa del 'rio Gondo' (Gonderbach), altrimenti tranquillo, che ha causato la distruzione di oltre 14 case e la morte di ben 39 persone.
A causa di violenti temporali nella zona della sorgente, il torrente ha portato rapidamente più acqua del solito, ingrossandosi a dismisura ed arrecando quella notte danni e rovina in misura drammatica.
Molti residenti di Colma hanno perso tutti i loro beni e le loro fattorie, e 39 addirittura la loro vita, ed oggi c'è una targa commemorativa per le vittime della catastrofe.

### Simboli
Sono rappresentate le Tre Chiese dedicate a san Nicola, santa Gertrude e santa Maria Maddalena che sono situate in montagna sopra il villaggio. La fascia inferiore nera è attraversata da una linea sottile di colore argento e rosso simboleggiante la barra doganale del villaggio di Colma/Kollmann situato nel comune. Lo stemma è stato adottato il 16 luglio 1970.

## Monumenti e luoghi d'interesse

### Architetture religiose
- Chiesa di San Giacomo Maggiore, parrocchiale di Barbiano.
- Tre Chiese (Dreikirchen),  che si trovano tra il comune di Barbiano e quello di Villandro.

### Architetture civili
- Di particolare importanza è il palazzo Friedburg del Quattro e Cinquecento, collocato nel centro di Colma che è stato a lungo una delle dogane sulla tratta del Brennero.
- Due edifici dell'architetto Lois Welzenbacher, uno degli esponenti del modernismo austriaco degli anni fra le due guerre.

### Altro
- Cascate di Barbiano, poco a nord del paese.

## Società

### Ripartizione linguistica
La popolazione, al censimento 2024, è prevalentemente di madrelingua tedesca:
| %      | Ripartizione linguistica (gruppi principali) |
| ------ | -------------------------------------------- |
| 96,74% | madrelingua tedesca                          |
| 1,88%  | madrelingua italiana                         |
| 1,38%  | madrelingua ladina                           |

Nel 1971 la componente italiana costituiva il 13,55% della popolazione, diminuita negli anni successivi fino ad arrivare all'1,87% nel 2011.

### Evoluzione demografica
Abitanti censiti

### Etnie e minoranze straniere
Secondo i dati ISTAT al 31 dicembre 2015 la popolazione straniera residente era di 102 persone. Le nazionalità maggiormente rappresentate in base alla loro percentuale sul totale della popolazione residente erano:
- Pakistan 25 1,48%

## Amministrazione
| Periodo | Periodo   | Primo cittadino     | Partito | Carica               | Note   |
| ------- | --------- | ------------------- | ------- | -------------------- | ------ |
| 2005    | 2010      | Isidor Puntaier     | SVP     | Sindaco              | [ 16 ] |
| 2010    | 2015      | Alfons Klammsteiner | SVP     | Sindaco              | [ 16 ] |
| 2015    | 2017      | Alfons Klammsteiner | SVP     | Sindaco              | [ 16 ] |
| 2017    | 2017      | Erich Mur           | SVP     | Vicesindaco reggente | [ 16 ] |
| 2017    | 2020      | Erich Mur           | SVP     | Sindaco              | [ 16 ] |
| 2020    | in carica | Erich Mur           | SVP     | Sindaco              | [ 16 ] |